# 1-ша кавалерійська дивізія (Третій Рейх)
1-ша кавалерійська дивізія (Третій Рейх) (нім. 1. Kavallerie-Division) — кавалерійська дивізія Вермахту в роки Другої світової війни. Брала участь у бойових діях у Нідерландах, Франції та на Східному фронті. 27 листопада 1941 року переформована на 24-ту танкову дивізію.

## Історія
1-ша кавалерійська дивізія була сформована 25 жовтня 1939 року на базі 1-ї кавалерійської бригади, що брала участь в Польській кампанії (1939).

## Нагороджені дивізії
Нагороджені дивізії
|  | Кавалери Золотого Німецького Хреста          | 12 |
|  | Кавалери Лицарського хреста Залізного хреста | 5  |

## Командування

### Командири
- генерал кавалерії Курт Фельдт (нім. Kurt Feldt) (25 жовтня 1939 — 27 листопада 1941).

## Райони бойових дій та дислокації дивізії
- Німеччина (жовтень 1939 — травень 1940);
- Франція (травень — серпень 1940);
- Німеччина (травень 1940 — червень 1941);
- Східний фронт (центральний напрямок) (червень 1941 — березень 1942);

## Бойовий склад 1-ї кавалерійської дивізії
- 1-ша рейтарська бригада
  - 1-й рейтарський полк
  - 2-й рейтарський полк
  - 1-й велосипедній батальйон
- 202-й кінний артилерійський полк
  - 1-й кінний артилерійський дивізіон
  - 2-й кінний артилерійський дивізіон
- 40-й протитанковий батальйон
- 40-ве командування дивізійного постачання

- 1-ша рейтарська бригада
  - 1-й рейтарський полк
  - 2-й рейтарський полк
  - 21-й кавалерійський полк
  - 22-й рейтарський полк
- 1-й кінний артилерійський полк
- 1-й велосипедній батальйон
- 40-й протитанковий батальйон
- 40-й інженерний батальйон
- 40-й розвідувальний батальйон
- 40-ве командування дивізійного постачання